# Santa Maria dell'Orto
Santa Maria dell'Orto är en kyrkobyggnad i Rom, helgad åt Jungfru Maria. Kyrkan är belägen vid Via Anicia i Rione Trastevere och tillhör församlingen San Francesco d'Assisi a Ripa Grande.
Kyrkan är särskilt helgad åt Jungfru Marie roll som Vår Fru av Trädgården. Den bibliska referensen återfinns i Höga Visan 4:12 (jämför hortus conclusus): 
| ” | En inhägnad trädgård är min syster och brud, en inhägnad trädgård, en förseglad källa. | „ |

## Kyrkans historia
Kyrkan har sitt ursprung i kulten av en undergörande Mariabild som ursprungligen var placerad på en trädgårdsmur. Orto betyder köksträdgård på italienska. Kyrkan grundades av tolv lokala gillen: frukthandlare, fågelhandlare, mjölnare, trädgårdsmästare, köpmän, mäklare, pastatillverkare, vinodlare, grönsakshandlare, delikatesshandlare, skomakare och tunnbindare.
Den nuvarande kyrkan fullbordades 1560 av Guidetto Guidetti, en av Michelangelos elever. Fasaden med sina krönande obelisker är troligtvis ett verk av Vignola. Interiören hyser fresker av bland andra Taddeo Zuccari, Giovanni Baglione och Giacinto Calandrucci.
I det intilliggande oratoriet finns flera fresker i klar kolorit.

## Exteriören
Entablementets fris har en inskription som hugfäster minnet av kyrkans uppförande samt det intilliggande härbärgets syfte:

## Interiören
Högaltaruppsatsen är ritad av Gabriele Valvassori. Den har två kannellerade korintiska kolonner i polykrom pavonazzetto-marmor, vilka bär upp ett brutet segmentbågeformat pediment. I en strålkrans sitter ikonen Jungfru Maria och Barnet från 1400-talet. I absiden har Taddeo och Federico Zuccari utfört fresker med scener ur Jungfru Marie liv. Högaltarrummet hyser även en gigantisk Macchina delle Quarant'Ore med 213 ljushållare, vilken tänds på Skärtorsdagen. Skeppets takfresk Jungfru Marie himmelsfärd är ett verk av Giacinto Calandrucci från år 1706.
Kyrkan har åtta sidokapell, fyra på var sida.

### Höger sida
Cappella dell'Annunciazione
Första sidokapellet på höger hand är invigt åt Jungfru Marie bebådelse. Altarmålningen utgörs av Taddeo Zuccaris fresk Bebådelsen från år 1561. Enligt en källa är fresken utförd av brodern Federico Zuccari. I lynetten är Gud Fadern framställd. På kapellets sidoväggar har Virginio Monti målat Ärkeängeln Gabriel respektive Den helige Josef.
Cappella di Santa Caterina d'Alessandria
Det andra kapellet är invigt åt den heliga jungfrumartyren Katarina av Alexandria. Filippo Zucchetti har utfört altarmålningen Den heliga Katarina av Alexandrias mystika trolovning (1711). Han är även upphovsman till de bägge sidomålningarna Den helige Petrus och Den helige Paulus. De två putti på altaruppsatsens pediment är utförda av Bernardino Cametti. Takfresken, som visar putti med Jesu Kristi pinoredskap, är ett verk av Tommaso Cardani.
Cappella dei Santi Giacomo, Bartolomeo e Vittoria
Tredje kapellet på höger hand är invigt åt de heliga Jakob, Bartolomaios och Victoria. Altarmålningen Jungfru Maria och Barnet med de heliga Jakob, Bartolomaios och Victoria är ett verk av Giovanni Baglione från år 1630. Baglione har även utfört sidomålningarna Den helige Andreas martyrium och En diakons martyrium. Takfresken visar Den helige Bartolomaios förhärligande, ett verk av Mario Garzi, son till Luigi Garzi.
Cappella del Santissimo Crocifisso
Kapellet i höger tvärskepp, invigt åt den korsfäste Kristus, hyser ett krucifix från 1600-talet. Kapellets absid är freskmålad av Nicola Trometta med scener ur Jesu Kristi lidandes historia. Takfresken Den uppståndne Kristus är målad av Giacinto Calandrucci. Över porten till oratorium har Andrea Procaccini målat en tondo med Den Helige Andes nedstigande. Tondon hålls av en ängel, utförd av Pierre Legros år 1702.

### Vänster sida
Över porten till sakristian har Andrea Procaccini i en tondo målat Den Obefläckade Avlelsen uppenbarar sig för de heliga Anna och Joakim; ängeln som håller tondon är ett verk av Pierre Legros.
Cappella di San Sebastiano
Första sidokapellet på vänster hand är invigt åt den helige Sebastian. Altaruppsatsen har kolonner i rosso antico med kompositkapitäl. Giovanni Baglione har utfört altarmålningen Den helige Sebastian helas av änglar samt sidomålningarna Den helige Antonius av Padua och Den helige Bonaventura. I taket ses Giovanni Battista Parodis Den helige Sebastians förhärligande.
Cappella di San Giovanni Battista
Detta kapell, invigt åt Johannes Döparen, restaurerades av Gabriele Valvassori år 1750. Altarmålningen Kristi dop av Corrado Giaquinto är från samma år. Sidoväggarnas målningar, Johannes Döparens predikan och Johannes Döparens halshuggning, är utförda av Giuseppe Ranucci, medan takfresken Johannes Döparens förhärligande är ett verk av Giovanni Battista Parodi.
Cappella dei Santi Carlo, Bernardino e Ambrogio
Det tredje kapellet till vänster är invigt åt de heliga Carlo Borromeo, Bernardinus av Siena och Ambrosius av Milano. Altaruppsatsen med förgyllda kannelerade korintiska kolonner är ritad av Luigi Barattone, medan altarmålningen är ett verk av Giovanni Baglione; den visar Jungfru Maria och Barnet med de heliga Carlo Borromeo, Bernardinus av Siena och Ambrosius av Milano. Baglione är även upphovsman till sidomålningarna: Den helige Ambrosius försvarar Milano mot arianerna och Den helige Carlo Borromeo besöker de pestsmittade. Takmålningen Den helige Carlo Borromeos förhärligande är av Giovanni Battista Parodi.
Cappella di San Francesco d'Assisi
Kapellet i vänster tvärskepp är invigt åt den helige Franciskus av Assisi. Kapellet är smyckat med fresker med scener ur helgonets liv, utförda av Nicola Trometta, medan takfresken Den helige Franciskus förhärligande är av Mario Garzi.

## Oratoriet
Oratoriet uppfördes år 1563 och restaurerades av Luigi Barattone år 1702. Taket och väggarna är smyckade med fresker föreställande Jungfru Maria, Jesusbarnet och helgon.
- Jungfru Marie himmelsfärd
- Jungfru Maria och Barnet uppenbarar sig för den helige Carlo Borromeo
- Johannes Döparen
- Den helige Ignatius
- Den heliga Klara
- Ärkeängeln Gabriel
- Den helige Filippo Neri med den heliga Familjen
- Den helige Franciskus mottar stigmata
- Johannes Döparens huvud överlämnas till Herodes
- Flykten till Egypten
- Den helige Dominikus
- Den helige Familjen med den heliga Anna och Joakim
- Själarna i Skärselden
- Vila under flykten till Egypten
- Den helige Antonius av Padua
- Aposteln Bartolomaios
- Den heliga Maria Magdalenas upptagande i himmelen
- Den helige Markus
- Den helige Petrus
- Den heliga Teresa
- Herdarnas tillbedjan

Oratoriet restaurerades ånyo år 1822 under ledning av Paolo Anzani. I samband med detta förbättrades freskernas kolorit av Giovanni Maria Burri och Carlo Sampieri utförde ytterligare dekorationer.

## Bilder
| - Santa Maria dell'Orto och dess omgivningar på Étienne Dupéracs vy över Rom från år 1577. 1) Santa Maria dell'Orto, 2) San Francesco a Ripa, 3) San Cosimato, 4) Santa Cecilia, 5) San Benedetto in Piscinula, 6) San Crisogono, 7) Santo Stefano in Rapignanu och 8) San Giovanni Battista dei Genovesi. - Santa Maria dell'Orto. Tryck av Girolamo Francino från år 1588. - Santa Maria dell'Orto. Gravyr av Giovanni Battista Falda. - Santa Maria dell'Orto (nummer 1122) på Giovanni Battista Nollis topografiska karta över Rom från år 1748. - Högaltaret. - Den helige Bartolomaios förhärligande. |